# Belejringen af Harfleur
Belejringen af Harfleur var en belejring af havnebyen Harfleur i Normandiet, Frankrig, som foregik i 1415 under Hundredeårskrigen. Den begyndte 18. august og sluttede 22. september. Henrik 5. af England invaderede Frankrig for at kræve retten til den franske trone. Belejringen tog længere end forventet, og var med til at udmatte den engelske hær, inden den satte mod Calais. Den franske hær blokerede dog vejen og de to hære mødte i Slaget ved Agincourt.

## Baggrund
Henrik 5. invaderede Frankrig efter fejlslagne forhandlinger med franskmændene. Han krævede retten som Frankrigs konge gennem sin oldefar Edvard 3., selvom de engelske konger generelt havde givet afkald på titlen mod at franskmændene accepterede Englands krav på Aquitaine og andre områder i Frankrig (efter Freden i Bretigny). Han indkaldte i første omgang til Magnum Concilium i foråret 1414 for at diskutere muligheden for at gå i krig med Frankrig, men herremændene insisterede på at han skulle forhandle yderligere og moderere sine krav. I de efterfølgende forhandlinger erklærede, Henrik at han ville opgive kravet om Frankrigs trone, hvis landet ville betale ham 1,6 millioner engelske kroner udestående fra løsesummen for Johan 2. (som var blevet fanget under Slaget ved Poitiers i 1356), og erkende det engelske ejerskab af Normandiet, Touraine, Anjou, Bretagne og Flandern samt Aquitaine. Henrik ville gifte sig med prinsesse Catherine, datter af Karl 6 og modtage en medgift på 2 millioner kroner. Frankrig svarede tilbage med hvad de betragtede som generøs vilkår for ægteskabet og en medgift på 600.000 kroner, og et udvidet Aquitaine. I 1415 var forhandlingerne gået i stå, og englænderne påstod at franskmændene spottede dem med deres krav og latterliggjorde Henrik. I december 1414 havde parlementet blevet overbevist om at give Henrik et "dobbelt tilskud", en skat på det dobbelte af den normale skat, for at genvinde sin arv fra Frankrig. Den 19. april 1415 spurgte Henrik igen storrådet om at sanktionere en krig mod frankrig, og denne gang blev de enige om det.

## Invasion og forberedelse
Henriks hær landede ved flodmundingen til Seinen i Nordfrankrig 13. august 1415. Han angreb derefter Harfleur med omkring 2.000 fodfolk og 6.000 bueskytter. Den franske garnison på 100 mand fik forstærkninger i form af de to erfarne riddere Sieur d'Estouteville og the Sieur de Gaucourt som ankom med yderligere 300 fodfolk og overtog kommandoen.

## Belejringen
Den 18. august ledte Thomas af Lancaster, hertug af Clarence en del af hæren til østsiden af byen for at sætte en lejr op. Dette betød af byen var omringet, og at en sending til byen med geværer, krudt, pile og armbrøste blev stoppet og plyndret, og ikke nåede frem.
De nærmere detaljer om belejringen er ikke kendt men synes at have fulgt det normale mønster for belejringskrig i senmiddelalderen. Efter at byens mure var blevet tilpas ødelagte af tolv store kanoner og andet traditionelt artilleri, planlagde Henrik 5. et angreb på byen en måned efter man havde startet belejringen. Harfleurs ledere bedte om forhandlinger, og man blev enige om, at såfremt den franske hær ikke nåede frem inden d. 23. september, så ville byen overgive sig til englænderne.
Harfleur overgav sig 22. september. Ridderne blev løsladt for at samle løsepenge, og de borgere som sværgede troskab til Henrik 5. fik lov at blive, mens alle andre fik ordre på at forlade byen.

## Følger
Under belejringen blev den engelske hær voldsomt ramt af dysenteri, hvilket fortsatte med at påvirke dem efter belejringen var ovre. Henrik efterlod en mindre garnison i byen og mandag d. 8. oktober satte resten af hæren afsted mod Calais. Han ledte efter en dårligt forsvaret eller ubevogtet bro eller vadested over Somme. Han håbede at kunne smutte forbi den franske hær og sikkert tilbage til Calais, som var under engelsk kontrol. Selvom det lykkedes at krydse Somme, tvang den fransk hær englænderne langt ind i landet, og tvang dem til sidst til at kæmpe i, hvad der blev Slaget ved Agincourt.

## I populærkultur
Harfleur er en vigtig del af William Shakespeares skuespil Henry V, og skuespillet og belejringen blev filmatiseret i bl.a. filmen fra 1989 med Kenneth Branagh som Kong Henrik 5. Belejringen er også beskrevet i den historiske roman Azincourt af Bernard Cornwell fra 2008 og i børnebogen My Story: A Hail of Arrows: Jenkin Lloyd, Agincourt, France 1415.